# Lợn đen Jeju
Lợn đen Jeju (tiếng Hàn: 제주 흑돼지; RR: jeju heuk-doe-ji) là một giống lợn nội địa được tìm thấy trên đảo Jeju-do của Hàn Quốc. Đây là hòn đảo lớn nhất của Hàn Quốc và nằm ở phía nam của đất nước trong eo biển Hàn Quốc. Nó là một con lợn nhỏ với một làn da đen và lông mượt mà. Nó có thân hình dựng lên, mở ra, tai và mõm hẹp. Là một phần của sự hợp tác liên tục giữa Bắc và Nam Triều Tiên, có một dự án đang được tiến hành để xây dựng một trang trại chăn nuôi lợn ở Bình Nhưỡng để lai tạo đàn lợn đen Jeju. Các thiết bị cần thiết (khoảng US $ 160.000 giá trị) đã được chuyển đến Bắc Triều Tiên từ Jeju-do. Một trại chăn nuôi lợn được theo dõi khi trang trại đã sẵn sàng.
Lợn đen Jeju được cho là có một hương vị độc đáo khá khác biệt so với các giống lợn khác và tạo thành cơ sở của một số món ăn địa phương nổi tiếng. Thịt lợn được hun khói trên cỏ khô cháy, cho phép khói luồn sâu vào các loại nước ép thịt tạo ra một hương vị khá không giống như thịt lợn thông thường và thịt hơi dai hơn. Cho đến thời gian gần đây, lợn được nuôi giữ để xử lý chất thải của con người. Chúng được đặt trong các địa điểm được xây dựng bên dưới nhà vệ sinh bên ngoài, nơi "thực phẩm" của chúng được giao trực tiếp (xem nhà vệ sinh lợn). Thực hành này vẫn còn tồn tại trong những năm 1960 nhưng hiện đã đưa ra cách thức cho ăn thông thường hơn. Một số nhà bình luận kiên quyết rằng thay đổi này đã ảnh hưởng xấu đến khẩu vị.